# 公開処刑人 森のくまさん
『公開処刑人 森のくまさん』（こうかいしょけいにん もりのくまさん）は、堀内公太郎による日本の推理小説。
第9回『このミステリーがすごい!』大賞の最終選考で受賞に至らず落選。しかし、後に第10回『このミステリーがすごい!』大賞の隠し玉（編集部推薦）として出版されることとなった。本来の題名「森のくまさん －The Bear－」を改題・加筆修正し、宝島社文庫より刊行された。

## ストーリー
ネット上に実名を晒された法の目を潜り抜けている犯罪者を、掲示板に犯行声明を出す「森のくまさん」と名乗るシリアルキラーが、童謡『森のくまさん』を歌いながら処刑という名の連続殺人事件を繰り広げる。警察は血眼になって捜査を行うが、警視庁の捜査をあざ笑うように犯行は繰り返される。殺されたのがレイプ常習犯や虐めを助長する鬼畜教師などということもあり、ネット上では次第に犯人を支持する者が増え、その中にはネットの中で「森くま」を神様扱いする追っかけ「森くまウォッチャー」もいた。
最終的に「森くま」は逮捕されるが、誰もが忘れて消滅するかに思えた「森くま」は3年後、『公開処刑人 森のくまさん －お嬢さん、お逃げなさい－』で2代目が活動を開始することになる。

## 登場人物

### 主要人物
若林健介（わかばやし けんすけ）
30歳。警視庁刑事部捜査一課強行犯捜査三係所属の警部補。交番勤務から所轄の刑事課を経て、一昨年、念願の本庁勤務になったノンキャリア。
表向きは「森くま」を追っているが、警察の強引な捜査が仇となり佐藤の事件が迷宮入りの危険に晒されたため、課長に懇願して「森くま」逮捕を急務とする特別捜査本部の捜査に支障を来さないこと、勤務時間は本来の「森くま」捜査を行い佐藤の事件は時間外で行うこと、他言無用のことを条件に佐藤の件の捜査に参加していた。佐藤を慕って協力しようとして警察の強引な捜査で善意を踏み躙られて断固拒否の姿勢が生じていたが、誠意で接して説得したことで報復や妨害をやめさせることに成功し、情報をくれるようになった地元の不良グループの協力を得て犯人を追う。警察官を襲ったことで不良に違いないと思い込んでいたが、監視カメラのことを知ることが出来れば単なる顔見知りが犯人かもしれないと目撃者の少年に言われてハッとなり、彼らの証言により「森くま」が正則だと知り愕然となる。その直後、菜々美からの連絡で廃工場に駆けつけて正則の肩を撃って無力化し逮捕した。
思っていることが顔に出てしまい、逮捕された正則に嘲笑を浴びせられる。逮捕せず、射殺すれば良かったと後悔した。
若林菜々美（わかばやし ななみ）
20歳。K大商学部の2年生。健介の10歳年下の妹。両親は仕事で海外にいるため、兄と2人暮らし。1年ほど前、女子だけの飲み会だと半ば騙された合コンで知り合った正則と交際していたが、嘘に塗り固められた経歴や人間関係に困惑し、尾行して彼が兄が追う殺人事件の犯人「森くま」だと知る。銃口を向けられても彼の脅迫に屈することはなかった。
野々宮ひより（ののみや - ）
20歳。菜々美の中学以来の親友で、同じK大商学部の2年生。健介の恋人。母子家庭で父親の顔を知らずに育った。健介と共に目撃者の少年から証言を聞き、健介と同じ人物（正則）を思い浮かべて写真を見せて犯人が正則だと知る。
佐藤が襲われたことを機に健介の様子がおかしくなり、殆ど2人の時間が取って貰えなくなり不満を溜め込んでしまうが、想像以上に過酷な警察の仕事を思い知ることになる。事件解決後、精神的に不安定になり、1日でもメールが来ないと涙声のメッセージを留守電に残したりする。
九門正則（くもん まさのり）
20歳。T大法学部の2年生。細い銀のフレームの眼鏡をかけ、如何にも優等生という風情。白樺ハイツ203号室に住んでいる。菜々美の友人・美香の元彼と同じ「ダイニングバー・トラットリア」でバイトしている。実は殺人鬼「森のくまさん」。この名称は名前の読み「くもん まさのり」のアナグラムだった。高卒のフリーターだが、バイト仲間のT大生・佐竹と参加する合コンで「T大生」と偽っていた。警察官を目指すも性格的に問題があって試験に落ち、警察官の制服を着用して尊大に振る舞い、クズとはいえ殺人を重ねて健介の名を騙っていた。最終的に正体が露見し、逮捕される。その犯行は逮捕前に殺害した下山巡査の遺族をも苦しめる結果を招く。
3分だけと密かに訪れた健介に対し、自身が死ぬことで「森くま」は神になると告げる。健介がどう思おうと「森くま」は一過性のブームではなく、善良な人間が踏みにじられクズがのさばる不公平・理不尽に対する怒りが「森くま」を生み出したと語る。当初、健介はどうしてハードルを越えて向こう側に行ったのかと思っていたが、最初から向こう側にいて、そのことに優越感を持っていて境界線にいる人々を嘲笑っているのだった。自身を最も優れた人間で誰よりも正義を重んじて実践していると思っており、高校時代は不良で3回も警察の採用試験に落ちた佐藤巡査長を軽蔑して妬んでもいた。

### 森のくまさんの関係者
守山明日香（もりやま あすか）
16歳。板橋区の私立K女子学園高校の女子生徒。言動がいちいちワザとらしくて男子の前では更に拍車がかかり、いい子ぶって媚びを売るため、同性である女子には嫌われている。そのため、美加子らがイジメていても誰も助けようとしなかった。琴乃を防波堤に利用するも触れられるたびに激しい嫌悪感があり「汚い手で触らないで!」と叫びたくなるのを我慢していたが、初代「森くま」正則の逮捕後、嘘泣きと「森くまに脅されて手伝わされた」と言って同情を引き保護的措置になり、タガが外れたように本性を露わにして琴乃を切り捨てて去る。
柿本琴乃（かきもと ことの）
16歳。正則曰く「ブルドッグのように下膨れした汚い顔」と評され、太った少女。明日香を同性ながら恋愛感情を抱いており、エスカレートする行動に当の明日香からは嫌悪感を向けられているが、自身では気づいていなかった。明日香につき合って自殺しようとするも「若林健介」を名乗る制服警官に止められ、イジメを行っている生徒の殺害を持ちかけられる。考えが浅く直情的なため、知らずに正則を苛立たせていた。嬉々として美加子に暴行を加え、歩くことはおろか起き上がることも出来なくしてしまう。取り調べでは申し訳ないことをしたと泣いて見せるが、心の中で自業自得だと笑っていた。騙されたことを知って金属バットで殴った報復に正則に撃たれて重傷を負い、歩けるようになるかわからないと医師に宣告される。病室で押し殺して隠していたつもりの感情を気づていたと明日香に言い放たれ、更には、罵声を浴びせられて深く傷つく。
トゥモロー
森くま復活ブログ「The Bear」代表。「森くま」復活のメンバーを募るが、時期尚早だったため、活動を休止した。3年後、中傷ブログ「明日からのメッセージ」のブロガー「あしだかおる」として活動を再開することになる。
KOTO
作中の最後にブログ「The Bear」に書き込みをした人物。怪我が治ったから近い内に会いに行くと告げるが、その後、どうなったのかは不明である。

### 警察関係者・協力者
佐藤雄二郎（さとう ゆうじろう）
健介の先輩。巡査長。8月11日に発生した「板橋警察官襲撃拳銃強奪事件」の被害者。板橋総合病院の502号室のベッドに横たわり、入院中。高校時代は荒んでいたが、卒業前にこれではいけないと警察官になる決意を固めた。しかし、それまでの行状が祟って試験を3回も落ちてしまうが、それでも諦めずに試験を受けて合格し、晴れて警察官の道を歩んでいた。
警察官僚を目指して目を輝かせる好青年を演じた正則におだてられて監視カメラのことをうっかり話してしまい、交番で勤務中に監視カメラの死角から襲われて拳銃を奪われてしまう。8月11日に襲われて以来、意識が戻らずにいたが、翌年、1月1日の早朝に覚醒した。
佐藤登紀子（さとう ときこ）
佐藤の妻。
佐藤友梨亜（さとう ゆりあ）
佐藤の娘。病室での父親の無惨な姿にショックを受けて言葉を失ってしまうが、その父親が意識を取り戻したことで言葉を取り戻す。
下山正弘（しもやま まさひろ）
22歳。警視庁高島平警察署に所属する巡査。赤塚交番（板橋区成増二丁目）勤務。警視庁内で「鬼の下山」と恐れられる父親と同じ職業を選択し、優しくて世の中の醜さに直面することもある職業を選んだことに家族は戸惑った。通報を受けて廃工場に駆けつけて暴行の痕も生々しい美加子を介抱しようとするが、琴乃に金属バットで殴られた挙げ句、「森くま」正則に頭部を撃たれて死亡した。二階級特進で警部補に。
3年後を描く続編『公開処刑人 森のくまさん －お嬢さん、お逃げなさい－』で、死後、悪意に満ちたデマで貶められ、家族をも標的にされてしまったことが明らかになる。
藤間（ふじま）
左官の見習い。坊主頭。元は暴走族「神鬼狼（しんきろう）」のリーダーであり、拳銃強奪犯は不良に違いないと一方的な決めつけた警察に後輩共々に反発したが、交番勤務の頃に面識のあった健介に協力を求められ、現役を退いたOBが口を出すのはどうかと思うも現役のリーダーや幹部・取り調べを受けたメンバーを紹介して健介限定で協力体制を築いた。警察の強引な姿勢には怒りを感じたが、犯人は自身でも不良グループの誰かだと思っていた。
西條（さいじょう）、野崎ユウタ
拳銃強奪犯を目撃した少年。野崎は天の邪鬼な性格だが、ひよりに携帯電話の画像を見せられて正則が犯人だと証言した。

### エスケイ化粧品
野々宮かおり
41歳。ひよりの母親。「エスケイ化粧品」の東京エリアのセールスマネージャー。周囲の反対を押し切って結婚するが、22歳の時に離婚して娘と共に生きてきた。昔は夜の商売をしてひよりをイジメの渦中に突き落とす原因になってしまうが、昼の仕事を選び「エスケイ化粧品」に勤務するようになる。自身も被害者の一人だと勘違いした女性に襲われた挙げ句、責任を押しつけられて一方的に解雇されてしまう。社長が解任に追い込まれ、社会的な信用回復のため、復帰することになった。
佐々木恵子（ささき けいこ）
52歳。化粧品会社「エスケイ化粧品」の社長。クレンジングクリームの皮膚障害問題を引き起こしながら、都内のホテルでの会見で本人は聞こえていないと思っていた「うるせぇ!」発言を大日本テレビ「お昼のワイドショー」のマイクが拾い、反省と謝罪は口先だけだと非難が集中していた。責任逃れに、ひよりの母・かおりに責任を押しつけて解雇する。しかし、顧客の一人である女性が起こした傷害事件を機に風向きは一気に不利に変わり、取締役会で更迭に近い形で辞任に追い込まれ、会長にも顧問にも就くことは不可能になった。
柏木真紀子（かしわぎ まきこ）
38歳。ひよりの母・かおりを襲った犯人。三鷹市深大寺の無職の女性で、精神的に問題を抱えていた。皮膚障害問題で騒がれている「エスケイ化粧品」のクレンジングクリームで自身も被害に遭ったと思い込み、かおりを襲った。その際、自身は「森くま」だと名乗った。

### その他
酒井克明（さかい かつあき）
32歳。レイプ常習犯。武蔵野市八幡町のマンション「クオリティ武蔵野」の1706号室に住んでいる。黒い車に女性を連れ込んで暴力とレイプを繰り返した。ある日、24歳のOL（香坂さとみ）をレイプするが、彼女のネットでの訴えを読んだ「森くま」に処刑された。妻子がいたが、アダルトサイトにアクセスしたのを機にレイプを始めた。その後、妻子の存在については触れられていない。
美香（みか）
20歳。菜々美の友人。合コンに誘って正則と菜々美が出会う切っ掛けを作った。他のT大生の男性に乗り換えたことが原因で佐竹と破綻した。そのくせ、佐竹が菜々美と合コンしたいと電話してきたことに激怒した。
佐竹（さたけ）
美香の元彼。正則と同じ「ダイニングバー・トラットリア」で働いているT大生で、美香曰く「吹けば飛ぶような軽さ」の軽薄な男性。
城之内美加子（じょうのうち みかこ）
16歳。明日香と同じ高校の女子生徒。1年D組。琴乃や男子生徒は気づかない明日香の裏の顔を本能的に察して不快感を抱き、事あるごとにイジメていたが、初代「森くま」と琴乃に暴行を加えられ、脊髄損傷により下半身不随で一生歩けない身体になってしまう。
福田月子（ふくだ つきこ）、吉田日名子（よしだ ひなこ）
16歳。美加子と一緒に明日香をイジメていた少女。